# Al-Shinyah
Al-Shinyah (tiếng Ả Rập: الشنية, cũng đánh vần al-Shiniyeh) là một ngôi làng ở miền trung Syria, một phần hành chính của Tỉnh Homs, nằm ở phía tây bắc của Homs. Các địa phương lân cận bao gồm Fahel ở phía tây nam, al-Qabu ở phía nam, Sharqliyya ở phía đông nam, Taldou và al-Taybah al-Gharbiyah ở phía đông bắc và Maryamin ở phía tây bắc. Theo Cục Thống kê Trung ương Syria (CBS), al-Shinyah có dân số 2.058 trong cuộc điều tra dân số năm 2004. Cư dân của nó chủ yếu là Alawites.